# Академия моральных и политических наук

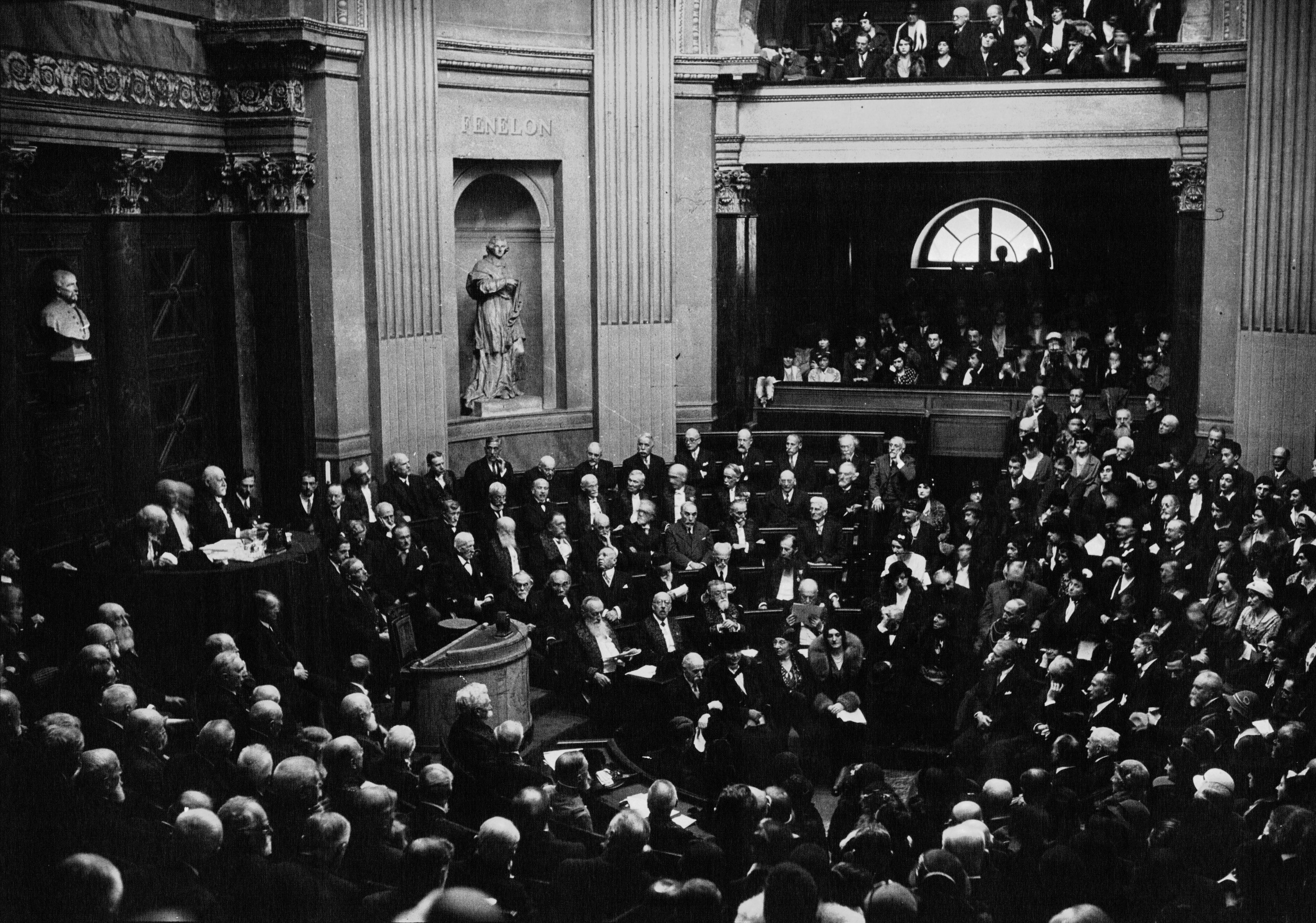
Торжественное заседание академии в 1932 году по случаю столетия её восстановления

Французская академия моральных и политических наук (фр. Académie des sciences morales et politiques) — одна из пяти национальных академий Института Франции.
Основана в 1795 году, распущена в 1803 году и восстановлена в 1832 году стараниями Гизо. Назначение академии — научное описание жизни человека в обществе для выработки наилучших вариантов, представляемых правительству. С учётом произошедшей эволюции терминов её название нужно понимать как «академия социально-политических наук».
Политическая наука как самостоятельная дисциплина начала формироваться во
Франции в контексте глубоких социальных и политических изменений, происходивших
с конца Средневековья, в частности, в эпоху Просвещения.

## Организация
В настоящее время академия насчитывает 50 полноправных членов, 12 иностранных членов и 60 корреспондентов в 6 отделениях-секциях:
- философия;
- этика и социология;
- законодательство, публичное право и юриспруденция;
- политическая экономия, статистика и финансы;
- история и география;
- общая секция, — бывшее отделение вольных академиков.

Замещение выбывших членов происходит по выбору академиков.